# Мехуркови
Мехурковите (Lentibulariaceae) са семейство растения от разред Устноцветни (Lamiales).
Таксонът е описан за пръв път от Луи Клод Ришар през 1808 година. Таксономичният му тип е родът Lentibularia.

## Родове
- Akentra
- Aranella
- Askofake
- Avesicaria
- Biovularia
- Bucranion
- Calpidisca
- Cosmiza
- Diurospermum
- Doerrienia
- Enetophyton
- Enskide
- Genlisea
- Hamulia
- Lecticula
- Lentibularia
- Lepiactis
- Megozipa
- Meionula
- Meloneura
- Nelipus
- Orchyllium
- Pelidnia
- Personula
- Pinguicula – Пингуикула
- Plectoma
- Pleiochasia
- Plesisa
- Polypompholyx
- Saccolaria
- Sacculina
- Setiscapella
- Stomoisia
- Tetralobus
- Trilobulina
- Trixapias
- Utricularia – Мехурка
- Vesiculina
- Xananthes